# Johann Caspar Bachofen

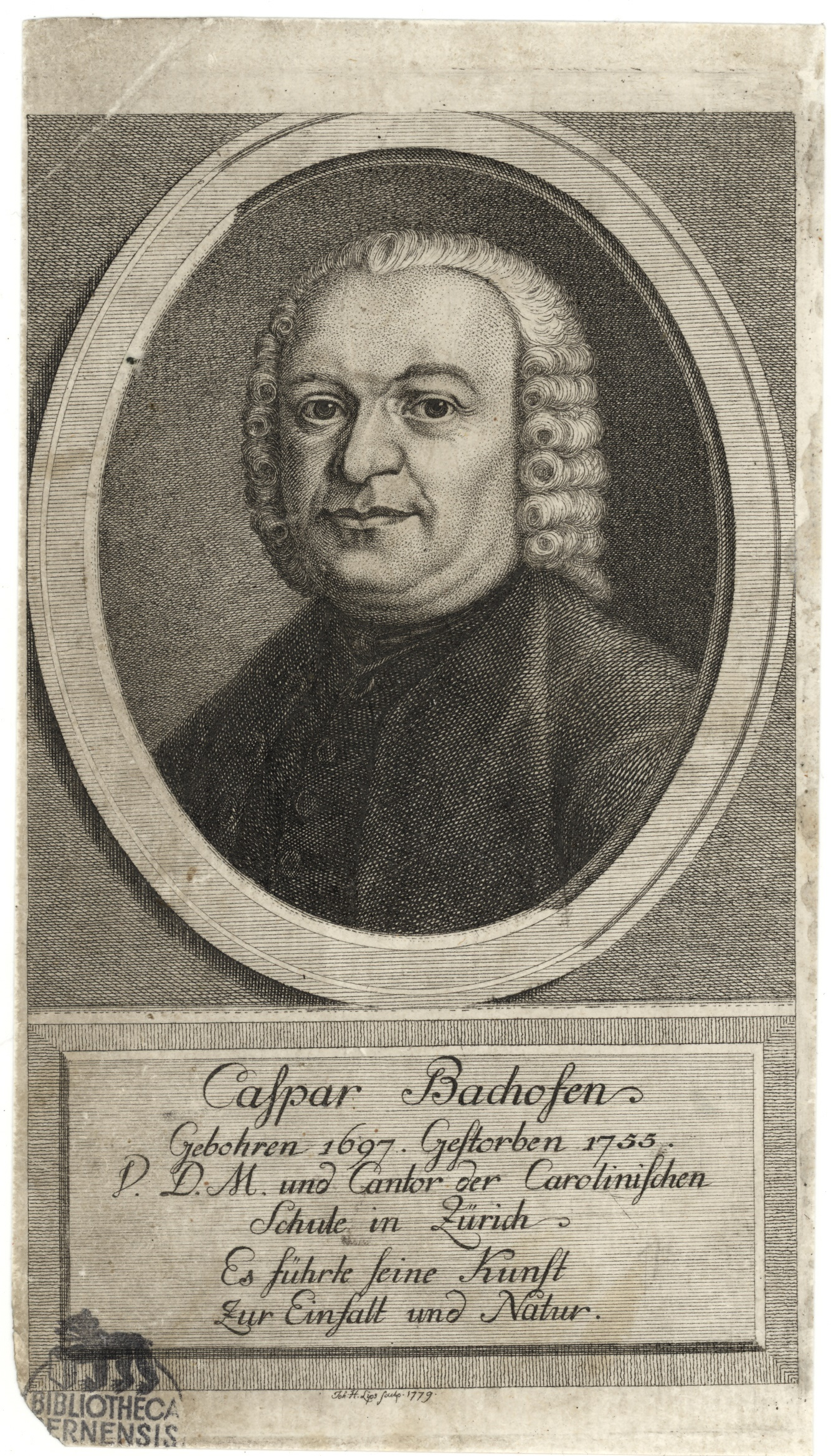
Johann Heinrich Lips (1758–1817): Porträt von Johann Caspar Bachofen (1695–1755), Kupferstich, 1779

Johann Caspar Bachofen (* 26. Dezember 1695 in Zürich; † 23. Juni 1755 ebenda) war ein Schweizer Komponist, Kapellmeister und Musikpädagoge des Barock.

## Leben und Wirken
Bachofen war der Enkel eines Pfarrers und der zweite Sohn eines Schneiders, der ab 1692 als Schulmeister in Zürich wirkte. Unrichtig ist das in manchen Überlieferungen genannte Geburtsjahr 1692 bzw. 1697. Bachofen wuchs in Zürich auf, studierte später das Fach Evangelische Theologie und legte im Jahr 1719 das Examen ab. Den Pfarrersberuf übte er jedoch nie aus, brachte aber mit dem Titel V.D.M. (Verbi divini minister) seine akademische Bildung zum Ausdruck. Er wirkte danach ausschliesslich als Musiklehrer. Schon 1711 war er zusammen mit seinem Bruder Heinrich in das Collegium musicum Zum Chorherrensaal eingetreten, in das älteste der privaten Zürcher Collegia musica, das etwa seit dem Jahr 1600 bestanden hatte. Ab 1715 war er zusätzlich Mitglied im führenden unter den drei Zürcher Musikkollegien, Zur deutschen Schule (auch Zum Fraumünster genannt), das seit 1679 existierte; dort wirkte er ab 1739 als Kapellmeister. Ab 1720 versah er die Kantorenstelle an den unteren Klassen der Lateinschulen zum Gross- und Fraumünster. Der Handel mit Saiten und Geigenbogen verhalf ihm zu Nebeneinkünften, darüber hinaus auch seine kompositorische Tätigkeit. 1742 wurde Bachofen als Nachfolger von Johann Kaspar Albertin (1665–1742) Kantor am Züricher Grossmünster und zugleich Gesangslehrer an den beiden Lateinschulen, ausserdem Leiter des Collegium musicum Zum Chorherrensaal. Bachofen blieb unverheiratet; es wird auch berichtet, dass er etwa seit dem Jahr 1738 kränklich war.

## Bedeutung
Als Komponist scheint Bachofen Autodidakt gewesen zu sein; so erklären sich die Fehler in manchen seiner Sätze und die Einfachheit ihres Aufbaus. Er kam kaum hinaus über die Liedform und die Dreistimmigkeit von zwei meist parallel geführten, gleich hohen Stimmen mit Generalbass. In diesem engen Rahmen, der eine grössere harmonische Entfaltung nicht zulässt, zeigt Bachofen eine deutlich erkennbare Begabung der melodischen Erfindung. Es war wohl gerade diese bei aller Bescheidenheit gediegene Qualität seiner Lieder, die seinem Musicalischen Hallelujah zu einer derartig grossen Breitenwirkung verhalf (erschienen beim Buchdrucker Hans Heinrich Bürkli in Zürich, 11 Auflagen von 1727 bis 1803). Die Sammlung enthält vor allem dreistimmige geistliche Lieder mit Generalbass und Orgelbegleitung. Sein Erbauliches Gesangbuch war vom Kanton Bern bis ins rätoromanisch sprechende Bündnerland – insbesondere Gian Battista Frizzonis romanisch sprachigen Liederbücher "Canzuns spirituaelas davart Cristo Gesu, il bun pastur, e deliziusa paschura per sias nuorsas" (Celerina 1765) und "Testimoniaunza" (Celerina 1789) – für weit über hundert Jahre das in Haus und Schule meistverwendete Liederbuch, auch wenn es im Gottesdienst nie verwendet wurde. Die Bachofele genannte Übung des Singens aus diesem Buch und einzelne Lieder daraus sind in der Ostschweiz bis in das 20. Jahrhundert lebendig geblieben. Vier Jahre nach seinem Tode erschien 1759 das von ihm vertonte Passions-Oratorium Der für die Sünde der Welt gemarterte und sterbende Jesus im Druck, die sogenannte Brockes-Passion. Der 1712 von Barthold Heinrich Brockes verfasste Text war vorher schon von Komponisten wie Reinhard Keiser (1712), Georg Friedrich Händel (1716), Georg Philipp Telemann (ebenfalls 1716), Johann Mattheson (1718), Johann Friedrich Fasch (1723) und Gottfried Heinrich Stölzel (1725) vertont worden. Bachofen veröffentlichte auch mehrere Sammlungen geistlicher Lieder und Arien, teilweise von ihm selbst komponiert. Die Melodie des Liedes Auf, auf, ihr Christen alle aus dem Evangelischen Gesangbuch, Regionalteil Rheinland / Westfalen / Lippe, Nr. 536, stammt von Bachofen.

## Werke
- Musicalisches Hallelujah, oder Schöne und Geistreiche Gesänge, mit neuen und anmühtigen Melodeyen begleitet, und zur Aufmunterung zum Lob Gottes. Zürich 1727 (11. Auflage 1803)
- Passions-Oratorium Der für die Sünde der Welt gemarterte und sterbende Jesus. Zürich 1759 (postum), Verlag C. Hofius, Ammerbuch 2010
- Psalmen-Kompositionen (Zürich 1734)
- mehrere Sammlungen geistlicher Arien mit Basso continuo